# Чърчил (езеро)
Вижте пояснителната страница за други значения на Чърчил.
Езерото Чърчил (на английски: Churchill Lake) е 8-ото по големина езеро в провинция Саскачеван. Площта му, заедно с островите в него е 559 км2, която му отрежда 79-о място сред езерата на Канада. Площта само на водното огледало без островите е 543 км2. Надморската височина на водната повърхност е 421 м.
Езерото се намира в западната част на провинция Саскачеван, на 1 км североизточно от езерото Питър Понд. Дължината му от север на юг е 41 км, а максималната му ширина – 20 км. Обемът на водната маса е 4,88 км3. Средна дълбочина 9 м, а максимална – 24 м. От ноември до май езерото е покрито с дебела ледена кора, като средногодишното колебание на водната повърхност е от порядъка на ±0,5 м.
Чърчил има сравнително слабо разчленена брегова линия с дължина от 212 км, с малки заливи, полуострови и острови (Маккей, Алън, Пейдж, Акимай, Хей и др.) с площ от 16 км2.
Площта на водосборния му басейн е 7874 km2, като в езерото се вливат множество малки реки, най-голяма от които е Маклъски. На югозапад, чрез протока Кисис Чанъл се свързва с езерото Питър Понд, а на север чрез протока Симонд Чанъл, с езерото Фробишър. Трите езера се намират на една и съща надморска височина. От югоизточния ъгъл на езерото изтича река Чърчил, която се влива в Хъдсъновия залив.
На югозападното крайбрежие на езерото, на провлака отделящ го от езерото Питър Понд се намира селището Бъфало-Нароус, в близост до което има построено сезонно летище.
Езерото е открито през 1770-те години от трапери и търговци на ценни животински кожи, служители на „Компанията Хъдсънов залив“.